# Chiesa di San Rocco (Campomorone)
La chiesa di San Rocco è un luogo di culto cattolico situato nella frazione di Gazzolo, in via Conte Ernesto Lombardo, nel comune di Campomorone nella città metropolitana di Genova. La chiesa è sede della parrocchia omonima del vicariato di Campomorone dell'arcidiocesi di Genova.

## Storia e descrizione
Situata presso la frazione di Gazzolo, fu anticamente eretta una primitiva cappella dedicata a san Sebastiano e solo in seguito intitolata al santo Rocco di Montpellier. Già dipendente della pieve di Santo Stefano di Larvego fu eletta dall'arcivescovo di Genova, monsignor Tommaso Reggio, al titolo di rettoria della suddetta pieve nel 1896.
I lavori dell'attuale chiesa iniziarono nel 1904 e si completarono nel 1932 quando fu inaugurata; l'attiguo campanile fu invece eretto nel 1950. Il cardinale Giuseppe Siri la nominò parrocchia indipendente il 20 maggio del 1956.